# Canon EF 100-400 мм
Canon EF 100-400mm f/4.5-5.6L IS USM — длиннофокусный объектив для фотоаппаратов Canon, переменным фокусным расстоянием и системой оптической стабилизации серии «L» для цифровых и плёночных фотокамер Canon EOS.
Встроенный оптический стабилизатор на 3 ступени экспозиции позволяет достаточно уверенно снимать в условиях недостаточного освещения на выдержках вплоть до 1/60.
Для изменения фокусного расстояния используется не стандартное вращение кольца оправы, а схема тромбон, то есть вы изменяете длину объектива простым перемещением части оправы «вперёд-назад». Надо сказать, что оперативность изменения фокусного расстояния при этом только возрастает, но необходимо некоторое привыкание для людей, занимающихся фотографией менее 20-ти лет (до конца 1980-х данная оптическая схема изменения фокусного расстояния была наиболее распространена). Данный объектив, несмотря на принадлежность к серии «L», не является пылезащищённым. По отзывам пользователей, при частом использовании на внутренних линзах оседают пылинки. Это связано с тем, что при увеличении фокусного расстояния в объектив загоняется воздух.
Объектив выдаёт смягчённую фотографию на открытых диафрагмах. Начиная с диафрагмы 1:7.1 очень резкий на всём диапазоне фокусных расстояний.

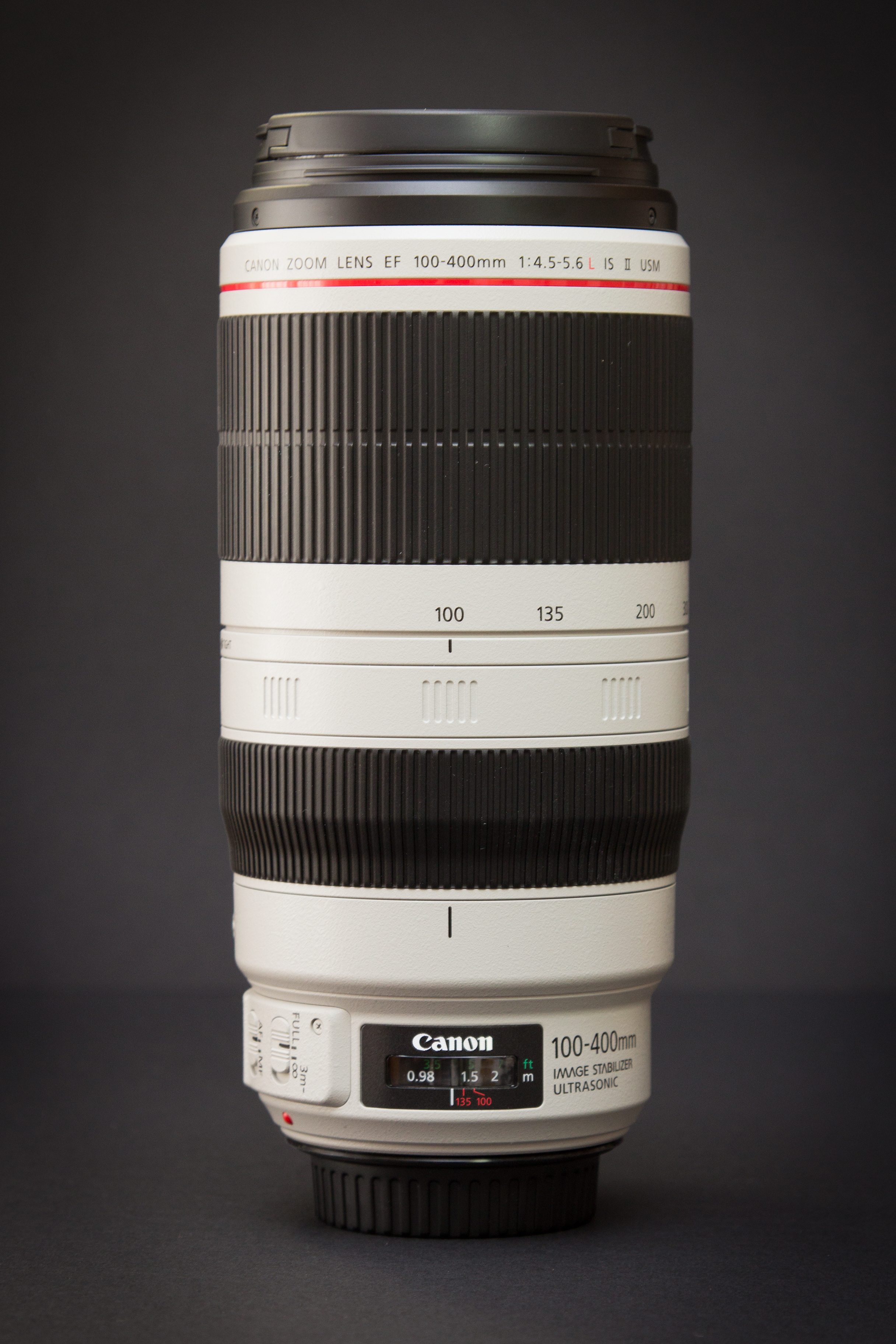
Canon EF 100-400mm F4.5-5.6L IS II USM.

В оптическую схему введены один элемент с ультранизкой дисперсией (SuperUD) и один флюоритовый элемент. Флюоритовая линза вытачиваются из индивидуально-выращенных мягких кристаллов оптического флюорита. Благодаря этим элементам аберрации исправлены очень хорошо: практически отсутствуют дисторсия, виньетирование и хроматические аберрации на всех диапазонах фокусных расстояний.
Фокусировка внутренняя. Передняя линза остаётся неподвижной, что хорошо для использования поляризационного и градиентного фильтра. Возможна ручная доводка резкости в любой момент, простым поворотом фокусировочного кольца.
Цветопередача — естественная, цвета насыщенные. Контраст изображений от среднего до высокого.
Встроенный ультразвуковой мотор (USM) позволяет производить фокусировку быстро и бесшумно. В условиях недостаточного освещения — фокусировка уверенная, а стабилизатор позволяет снимать на достаточно длинных выдержках.